# Százhalombattai LK
A Százhalombattai LK egy magyar sportegyesület, amelynek székhelye Százhalombatta.  A labdarúgócsapat 
A Pest megyei labdarúgó-bajnokság másod osztályában játszik.

## Korábbi nevei
- Dunai Kőolaj Sportkör 1965–1992
- Százhalombattai Futball Club 1992–2003
- Százhalombatta Labdarúgó Klub 2003–

## Jelenlegi keret
| #  |              | Poszt | Név                   |
| -- | ------------ | ----- | --------------------- |
| 87 | Magyar       | K     | Erős Oszkár           |
| 96 | Magyar       | K     | Lukács József Marcell |
| 5  | Magyarország | K     | Farkas Tamás          |
| 22 | Magyarország | V     | Móra Krisztián        |
| 14 | Magyarország | V     | Pregitzer Viktor      |
| 1  | Magyarország | V     | Herczeg Simon         |
| 18 | Magyarország | V     | Nagy Gábor            |
|    | Magyarország | V     | Szücs Péter           |
| 55 | Magyarország | V     | Hollósi Károly        |
| 19 | Magyarország | V     | Vörös Benjamin        |
| 2  | Magyarország | V     | Kovács Gábor          |

| #  |              | Poszt | Név              |
| -- | ------------ | ----- | ---------------- |
|    | Magyarország | KP    | Schneider Dorián |
| 13 | Magyarország | KP    | Henrik Gergely   |
| 9  | Magyarország | V     | Klátyik Balázs   |
| 11 | Magyarország | KP    | Károlyi Csaba    |
| 6  | Magyarország | KP    | Kristóf Gergely  |
| 10 | Magyarország | KP    | Sipos Gergő      |
|    | Magyarország | KP    | Spaczay Dávid    |
|    | Magyarország | CS    | Pregitzer Gábor  |
| 21 | Magyarország | CS    | Burián Tamás     |
| 7  | Magyarország | CS    | Tancsik Barnabás |
| 16 | Magyarország | CS    | Herczeg Simon    |
| 10 | Magyarország | CS    | Győri Raymond    |
|    | Magyarország | CS    | Sárdi Gábor      |